# Wake Up Call (single)
"Wake Up Call" is de tweede single van het tweede studioalbum It Won't Be Soon Before Long van de band Maroon 5. Op 22 mei 2007 werd de release van het nummer bevestigd, waarbij de band ook vertelde opgewonden te zijn over de opnames van de videoclip van het nummer.
Het nummer werd niet zo'n groot succes als voorganger Makes Me Wonder, en eerdere singles van de band. De nummer 1-positie werd nergens behaald, en in Nederland bleef het nummer, ondanks de verkiezing tot Alarmschijf door Radio 538, steken op plaats 20.
Op 13 november 2007 kwam een remix van het nummer uit, gemaakt door Mark Ronson, met zang van Mary J. Blige. Het nummer werd alleen uitgebracht als digitale download.

## Videoclip
De videoclip voor Wake Up Call werd geregisseerd door Jonas Åkerlund en opgenomen van 7 tot en met 9 juli 2007. De clip wordt gepresenteerd als trailer voor een denkbeeldige film. In de clip zie je Kim Smith praten met zanger Adam Levine. Zij vraagt hem om vergeving omdat zij een relatie met een andere man heeft gehad, waar Levine niet van wist. Een terugblik laat zien dat Levine zijn vriendin heeft betrapt met de andere man (gespeeld door Jeremy Sisto), waarna hij hem doodschiet. De rest van de clip laat het plan zien om de moord in de doofpot te stoppen. Aan het einde is de gehele band in de gevangenis beland, en krijgt Adam de elektrische stoel.
De videoclip ging in première op 31 juli. Hierna werd de clip nog enigszins aangepast: Levine krijgt niet meer de elektrische stoel, maar gaat gewoon slapen in zijn cel.

## Tracklist
Cd-promo
1. "Wake Up Call" (Albumversie) - 3:21

2-track cd-single
1. "Wake Up Call" (Albumversie) - 3:21
2. "Story" (Non-LP-versie) - 4:30

2-track cd-single (Australië)
1. "Wake Up Call" (Albumversie) - 3:21
2. "Losing My Mind" (Non-LP Versie) - 3:21

Cd-single
1. "Wake Up Call" (Albumversie) - 3:21
2. "Losing My Mind" (Non-LP-versie) - 3:21
3. "Makes Me Wonder" (Harry Choo Choo Romero's Bambossa Mix) - 6:06
4. "Wake Up Call" (Multimediatrack)

## Hitnotering
| Wake Up Call in de Nederlandse Top 40 - binnen: 21 april 2007 | Wake Up Call in de Nederlandse Top 40 - binnen: 21 april 2007 | Wake Up Call in de Nederlandse Top 40 - binnen: 21 april 2007 | Wake Up Call in de Nederlandse Top 40 - binnen: 21 april 2007 | Wake Up Call in de Nederlandse Top 40 - binnen: 21 april 2007 | Wake Up Call in de Nederlandse Top 40 - binnen: 21 april 2007 | Wake Up Call in de Nederlandse Top 40 - binnen: 21 april 2007 | Wake Up Call in de Nederlandse Top 40 - binnen: 21 april 2007 | Wake Up Call in de Nederlandse Top 40 - binnen: 21 april 2007 | Wake Up Call in de Nederlandse Top 40 - binnen: 21 april 2007 | Wake Up Call in de Nederlandse Top 40 - binnen: 21 april 2007 | Wake Up Call in de Nederlandse Top 40 - binnen: 21 april 2007 | Wake Up Call in de Nederlandse Top 40 - binnen: 21 april 2007 | Wake Up Call in de Nederlandse Top 40 - binnen: 21 april 2007 | Wake Up Call in de Nederlandse Top 40 - binnen: 21 april 2007 |
| Week                                                          | 01                                                            | 02                                                            | 03                                                            | 04                                                            | 05                                                            | 06                                                            | 07                                                            | 08                                                            | 09                                                            | 10                                                            | 11                                                            | 12                                                            | 13                                                            | 14                                                            |
| ------------------------------------------------------------- | ------------------------------------------------------------- | ------------------------------------------------------------- | ------------------------------------------------------------- | ------------------------------------------------------------- | ------------------------------------------------------------- | ------------------------------------------------------------- | ------------------------------------------------------------- | ------------------------------------------------------------- | ------------------------------------------------------------- | ------------------------------------------------------------- | ------------------------------------------------------------- | ------------------------------------------------------------- | ------------------------------------------------------------- | ------------------------------------------------------------- |
| Nummer                                                        | 34                                                            | 28                                                            | 28                                                            | 27                                                            | 20                                                            | 20                                                            | 22                                                            | 24                                                            | 29                                                            | 33                                                            | 36                                                            | 37                                                            | 38                                                            | uit                                                           |